# Anne Véronique
Anne Véronique (Ann Veronica) est un roman britannique de H. G. Wells publié en 1909.

## Résumé
L’héroïne du récit perd peu à peu sa naïveté et son innocence pour devenir une militante féministe. Face à elle, le père et les petits amis de la jeune femme, qui sont présentés comme aveuglés par leur éducation, ne comprennent pas pourquoi une femme pourrait vouloir être indépendante, avoir le droit de vote ou étudier les sciences.